# 健康増進センターアスロン
健康増進センターアスロン（けんこうそうしんセンターアスロン）は、石川県七尾市高田町ち部10番地に所在する温泉、レジャー施設である。旧田鶴浜町時代の2000年（平成12年）11月10日にオープン。
『田鶴浜温泉つるの湯』を利用した『厚生労働大臣認定温泉利用型健康増進施設』として営業している。

## 主な施設
出典→
- 温水プール（バーデゾーン）
  - 25mプール
  - 歩行用プール
  - レジャープール（ろ過機が故障したため2020年12月15日から当分の間使用を中止している）
- 風呂（『田鶴浜温泉つるの湯』（後述）を使用[1]）
  - 温泉
  - 半身全身湯
  - 寝湯
  - 水風呂
- サウナ
- トレーニングジム
- スタジオ
- セミナー室

## 田鶴浜温泉つるの湯
- 当施設で使用している温泉。ナトリウム塩化物強塩泉（高張性中性高温泉）で、泉温52.1℃、神経痛、筋肉痛、五十肩などに効用[1]。

## アクセス
鉄道はのと鉄道七尾線田鶴浜駅から徒歩10分、マイカーは能越自動車道高田ICから2分。